# عصوية ذهبية إنسانية
عصوية ذهبية إنسانية (الاسم العلمي: Chryseobacterium hominis) هي نوع من البكتيريا، سلبية الغرام، تتبع جنس عصوية ذهبية.